# Rupia Mauritiusu
Rupia Mauritiusu – jednostka walutowa Mauritiusu. 1 rupia = 100 centów.